# Бојд (Минесота)
Бојд (енгл. Boyd) град је у америчкој савезној држави Минесота.

## Демографија
По попису из 2010. године број становника је 175, што је 35 (-16,7%) становника мање него 2000. године.
| Група             | 2000.       | 2010.       |
| Белци             | 205 (97,6%) | 165 (94,3%) |
| Афроамериканци    | 0 (0,0%)    | 0 (0,0%)    |
| Азијати           | 2 (1,0%)    | 1 (0,6%)    |
| Хиспаноамериканци | 0 (0,0%)    | 8 (4,6%)    |
| Укупно            | 210         | 175         |